# Salvador García
Salvador García Puig eller bare Salva (født 4. marts 1961 i Sant Adrià, Spanien) er en tidligere spansk fodboldspiller (forsvarer).
Salvas karriere strakte sig fra 1980 til 1992. Han var på klubplan tilknyttet FC Barcelona, hvor han også spillede som ungdomsspiller, samt Real Zaragoza, Hércules CF og CD Logroñes. Med Barcelona var han med til at vinde det spanske mesterskab i 1985, pokalturneringen Copa del Rey i 1988 og Pokalvindernes Europa Cup i 1989

## Landshold
Salva spillede desuden seks kampe for det spanske landshold. Han var en del af den spanske trup der vandt sølv ved EM i 1984 i Frankrig. Han spillede tre af spaniernes kampe i turneringen, heriblandt finalenederlaget til Frankrig.

## Titler
La Liga
- 1985 med FC Barcelona

Copa del Rey
- 1988 med FC Barcelona

Pokalvindernes Europa Cup
- 1989 med FC Barcelona